# Suhaib Gasmelbari

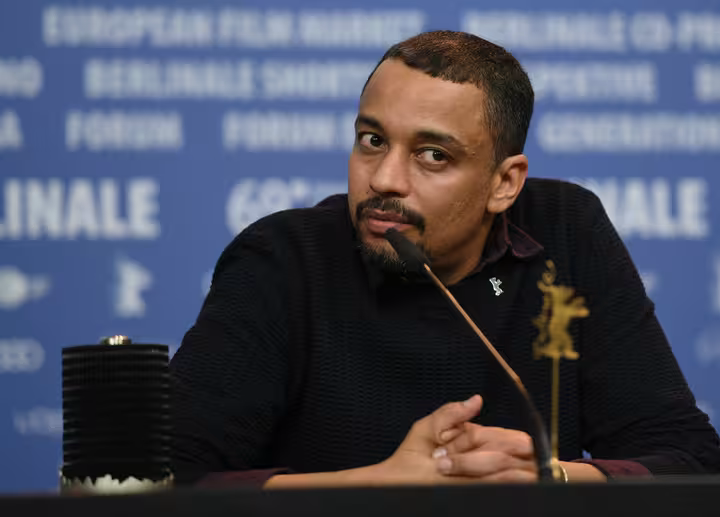
Suhaib Gasmelbari

Suhaib Gasmelbari (* 1979 in Omdurman, Sudan) ist ein sudanesischer Filmemacher. Als Regisseur und Drehbuchautor realisierte er mehrere fiktionale und dokumentarische Kurzfilme. Mit seinem Langfilmdebüt Talking About Trees gewann er den Glashütte Original Dokumentarfilmpreis und den Publikumspreis auf der Berlinale 2019. Gasmelbari setzt sich auch aktiv für den Erhalt und die Digitalisierung historischer sudanesischer Filme ein.

## Biografie
Gasmelbari lebte bis zu seinem 16. Lebensjahr im Sudan und studierte später Film an der Univérsité Paris VIII. Er arbeitete danach als freiberuflicher Kameramann und Editor für TV-Sender wie Al Qarra, Al Jazeera und France 24.
2019 drehte Gasmelbari seinen ersten langen Dokumentarfilm mit dem Titel Talking About Trees. Er musste es wegen staatlicher Unterdrückung völlig im Geheimen filmen. Der Film zeigt die Bemühungen der sudanesischen Filmemacher Ibrahim Shaddad, Suleiman Ibrahim, Al Tayeb Mehdi and Manar Al Helou, Gründer der Sudanese Film Group und Vertreter der ersten Generation von Filmemachern nach der Unabhängigkeit des Landes, das Kino in ihrem Land wiederzubeleben.
In einem Artikel für das British Film Institute sagte Gasmelbari folgendes über die vier Filmemacher und seinen Dokumentarfilm:

„Ich wollte, dass die reichhaltige Geschichte der Hauptpersonen durch ihre heutigen Aktivitäten in der Gegenwart und durch ihre eigenen Filme dargestellt wird. Da der Film vom Kino im Sudan erzählt, kritisiert er natürlich den politischen Zustand des Landes, in dem Kinosäle geschlossen wurden. Einige wurden zerstört oder in Lagerräume und Parkplätze für Banken umgewandelt. Ein anderer wurde zum Büro des Radiosenders des Militärs.“

Laut einem Artikel des Filmkritikers Jay Weissberg stammt der Titel des Films aus Bertolt Brechts Gedicht An die Nachgeborenen, in dem Brecht die Unterdrückung der Meinungsfreiheit unter Diktatur beklagt.

## Filmografie
- 2012: Oda Nagam (Ode to my Feet) (Kurzfilm)
- 2017: Sudan’s Forgotten Films (Kurzfilm)
- 2019: Talking About Trees (Dokumentarfilm)